# (5780) Lafontaine
(5780) Lafontaine est un astéroïde de la ceinture principale.

## Description
(5780) Lafontaine est un astéroïde de la ceinture principale. Il fut découvert par Eric Walter Elst le 2 mars 1990 à l'ESO. Il présente une orbite caractérisée par un demi-grand axe de 3,34 UA, une excentricité de 0,13 et une inclinaison de 8,67° par rapport à l'écliptique.
Il fut nommé en hommage au poète lyrique Jean de La Fontaine (1621-1695).

## Compléments